# Edward Estlin Cummings
Edward Estlin Cummings, často zkracovaný jen na E. E. Cummings (14. října 1894 – 3. září 1962) byl americký básník, malíř a dramatik. Je autorem přibližně 2900 básní, autobiografického románu, čtyř her a několika esejí a také četných kreseb a obrazů. Je považován za předního anglicky píšícího básníka 20. století.

## Život
Edward Estlin Cummings se narodil 14. října 1894 ve městě Cambridge ve státě Massachusetts, otec se jmenoval Edward a matka Rebecca. Jméno Edward dostal po svém otci, ale doma mu říkali druhým jménem Estlin.
Cummings byl třikrát ženatý – jeho manželky byly Elaine Orr, Anne Minnerly Barton a Marion Morehouse (u níž ovšem existují pochybnosti o legálnosti sňatku).
V mládí navštěvoval Estlin Cummings školu Cambridge Latin High School. Ve školním časopise Cambridge Review byly publikovány jeho první povídky a básně. V letech 1911 až 1916 byl studentem Harvardovy univerzity, kde získal v roce 1915 titul B.A. a o rok později titul Magistr.
Během první světové války se dobrovolně přihlásil ke službě u vojenské sanitky, což bylo obvyklé gesto pacifistů. Nějakou dobu strávil v internačním táboře kvůli svému přátelství s Američanem, který napsal domů dopisy, jež francouzští cenzoři považovali za kritiku válečného úsilí. Cummings byl propuštěn v prosinci 1917 po intervencích svého otce.
Tato zkušenost prohloubila jeho nedůvěru k úřednictvu a byla vylíčena v jeho první knize The Enormous Room (1922). Šlo o prózu, svou první básnickou sbírku vydal o rok později, nesla název Tulips and Chimneys (1923). V ní zaujal dosti neobvyklou interpunkcí a frázováním. I své jméno psal na obálky obvykle bez interpunkce jako "E E Cummings". Vymýšlel též nová slova a rozbíjel tradiční syntax. V roce 1933 vydal experimentál prózu Eimi, v níž popsal svou 36denní návštěvu Sovětského svazu, a kde vyjádřil  svůj odpor ke kolektivismu.